# 郎官
郎官，尊稱為郎君，簡稱為郎。古代中國職官名。無固定員數，通常是侍从官，依詔命行事。《史記·袁盎、晁错列传》：“且陛下從代來，每朝，郎官上書疏，未嘗不止輦受其言。”
漢代為了嘉獎大臣，郎官往往是兩千石官員之子，後人遂將世家門閥子弟稱作郎君。《文选·应璩》：“外嘉郎君谦下之德，内幸顽才见诚知己。”

## 歷史
秦代、漢代時，郎官屬郎中令管轄，為君主之近侍，員額不定，多達數千人，出處多為青年才俊、受父蔭者、甚至是捐輸銀錢者，有議郎、中郎、侍郎、郎中等名稱。以為帝王守衛宮殿，車騎護駕為主要職責，文學類的郎官，亦隨時備君主顧問。魏晉時流行郎官，又有秘書郎、著作郎、黃門郎等，如隋、唐有朝議郎、通直郎等。
原先屬於郎官的侍郎，成為尚書之副手，又有郎中、員外郎等司官。